# Enzo Carli (storico dell'arte)
Enzo Carli (Pisa, 20 agosto 1910 – Siena, 26 settembre 1999) è stato uno storico dell'arte e funzionario italiano.

## Biografia
Allievo, all'Università di Pisa, di Mario Salmi e in seguito di Matteo Marangoni, si laureò con una tesi sullo scultore Tino di Camaino (1285-1337).
Nel 1937 fu nominato soprintendente dell'Aquila e nel 1939 venne trasferito a Siena, dove diresse la Pinacoteca fino al 1952 e il Museo dell'Opera Metropolitana del Duomo fino al 1973. Insegnò contemporaneamente storia dell'arte all'Università di Siena.
Nel 1980 ricevette il Premio del Presidente della Repubblica, come membro emerito dell'Accademia dei Lincei.
Nel 1995 l'Accademia dei Lincei gli conferì il Premio Feltrinelli per la Critica dell'arte e della poesia.
Alla sua morte, avvenuta nel 1999, i figli hanno creato un Fondo Enzo Carli all'Università di Siena.
Enzo Carli è sepolto nel Camposanto monumentale di Pisa.

## Opere
- Michelangelo, Bergamo, Ist. ital. d'arti grafiche, 1942.
- Vetrata Duccesca, Milano-Firenze, Electa, 1946.
- Brunelleschi, Milano-Firenze, Electa, 1952.
- La scultura lignea senese, Firenze, Electa Editrice, 1954.
- Ambrogio Lorenzetti, Ivrea, C. Olivetti, 1954.
- I primitivi Senesi, Milano, Ed. Electa, 1956.
- Sassetta e il « Maestro dell'Osservanza », Milano, 1957.
- Pittura senese, Milano, Off. Graf. Ricordi, 1964.
- Il Pinturicchio, Milano, Electa, 1960.
- L'Abbazia di Monteoliveto, Milano, Electa, 1961.
- I primitivi : dipinti su tavola, Milano, Silvana editoriale d'arte, 1963.
- Tozzi, Torino, Bolaffi, 1976.
- La scultura di Michelangiolo, s.l., A cura del Comitato aretino per le onoranze a Michelangiolo nel V centenario della nascita, 1976.
- I Lorenzetti, Milano, Fabbri, 1977.
- Giovanni Pisano, Pisa, Pacini, 1977.
- La Pittura italiana : Medioevo, Vicenza, Banca Popolare di Vicenza, 1979.
- Venanzo Crocetti, s.l., Federazione delle Cassa di risparmio degli Abruzzi e del Molise, 1979.
- Omaggio a Emilio Greco, Pienza, Comune di Pienza, 1979.
- Gli scultori senesi, s.l., Monte dei Paschi di Siena, 1980.
- Pittura italiana : l'Ottocento, Bologna, Banca cooperativa, 1980.
- Pittori senesi del Quattrocento, Firenze, Giunti-Nardini, 1985.
- La pittura italiana : dal Medioevo al Novecento, Modena, Banca popolare dell'Emilia ; Milan : Martello, 1985.
- La scultura italiana, Vicenza, Banca popolare di Vicenza, 1985-87.
- Giotto : la Cappella degli Scrovegni, Milano, Martello, 1987.
- Arte in Abruzzo, Electa, 1998
- Duccio, Milano, Electa, 1999.
- Inventario pisano, Pisa, ETS, 2014.

### Opere tradotte in francese
- (FR)  La Peinture gothique.
- (FR)  Les Tablettes peintes de la "Biccherna" et de la "Gabella" de l'ancienne république de Sienne, Milano-Firenze, Electa Editrice, 1951 (Descrizione e riproduzione di 124 tavolette conservate all'Archivio dello Stato di Siena).
- (FR)  La sculpture siennoise en Bois, Milano-Firenze, Electa, 1954.
- (FR)  Les Primitifs Siennois - Scuola Senese - Duccio - Ugolino di Nerio - Simone Martini - Lippo Memmi - Barna - Pietro Lorenzetti - Ambrogio Lorenzetti - Bartolo Di Fredi - Paolo Di Giovanni Fei ..., Parigi, Éditions Braun & Cie, 1957.
- (FR)  La Maestà, Duccio di Buoninsegna, Siena, l'Oeuvre métropolitaine-Milano, Aldo Martello, 1969.
- (FR)  Le Dôme de Sienne et le Musée de l'Oeuvre, Firenze, Scala, c 1976.
- (FR)  Peinture en Occident, les maîtres de Florence.
- (FR)  Fresques de Sienne.
- (FR)  Siennes, guide touristique de la ville et de la province.
- (FR)  La Peinture siennoise, tradotto da Juliette Bertrand.
- (FR)  Bois sculptés polychromes du XIIe au XVIe siècle en Italie.
- (FR)  Les Grands Maîtres toscans du XIVe siècle.
- (FR)  Les Primitifs sur bois.
- (FR)  Le Paysage dans l'art, tradotto da Michel Orcel, Parigi, Fernand Nathan, 1980 ISBN 2-09-284563-2

### Opere tradotte in inglese
- (EN)  Sassetta's Borgo San Sepolcro Altarpiece, "Burlington Magazine", n. 43, 1951.
- (EN)  Sienese Painting, Greenwich (Conn.), New York Graphic Society, 1957.
- (EN)  Sienese painting, Firenze, Scala Books, 1982.

### Opere tradotte in tedesco
- (DE)  Sienesische Malerei. s.l., Fiorentini, 1982.